# Dolphu
Dolphu – gaun wikas samiti w zachodniej części Nepalu, w strefie Karnali, w dystrykcie Mugu. Według nepalskiego spisu powszechnego z 2011 roku liczył on 91 gospodarstw domowych i 385 mieszkańców (206 kobiet i 179 mężczyzn).